# فينيسيوس فريتاس
فينيسيوس فريتاس هو لاعب كرة قدم برازيلي في مركز الدفاع، ولد في 7 مارس 1993 في ريو دي جانيرو في البرازيل. لعب مع نادي بادوفا ونادي بيروجيا ونادي زيورخ ونادي كروزيرو ونادي لاتسيو.

## وصلات خارجية
- فينيسيوس فريتاس على موقع قاعدة بيانات كرة القدم.إي يو (الإنجليزية)
- فينيسيوس فريتاس على موقع قاعدة بيانات كرة القدم.إي يو (الإنجليزية)
- فينيسيوس فريتاس على موقع Soccerway.com (الإنجليزية)
- فينيسيوس فريتاس على موقع AS.com (الإسبانية)